# Кениантропы
Кениантропы (лат. Kenyanthropus) — древний род гоминидов, живший в плиоцене около 3,2—3,5 млн лет назад.
Останки кениантропа были обнаружены группой Мив Лики на берегу озера Туркана (бывшее Рудольф) в 1999 году. По мнению первооткрывателей, не австралопитеки, а именно кениантроп является прямым предком человека. В переводе с латыни Kenyanthropus platyops означает «плосколицый кенийский человек». Кроме вида K. platyops, Лики относит к роду Kenyanthropus ещё и вид Homo rudolfensis. Другие же антропологи классифицируют кениантропа как отдельный вид австралопитеков — Australopithecus platyops или интерпретируют его в качестве одного из индивидов австралопитека афарского.
В кенийском местонахождении Ломекви 3 (Lomekwi 3) на западном берегу Турканы, недалеко от места находки кениантропа, в 2015 году были найдены и древнейшие в мире каменные орудия возрастом 3,3 млн лет, что на 700 тыс. лет старше, чем орудия из эфиопского местонахождения Гона (Gona).
Общая морфология моляров и премоляров у K. platyops наиболее близка по морфологии к Australopithecus afarensis, и отличается от восточноафриканских ранних Homo.